# ジョン・モートン (レーサー)

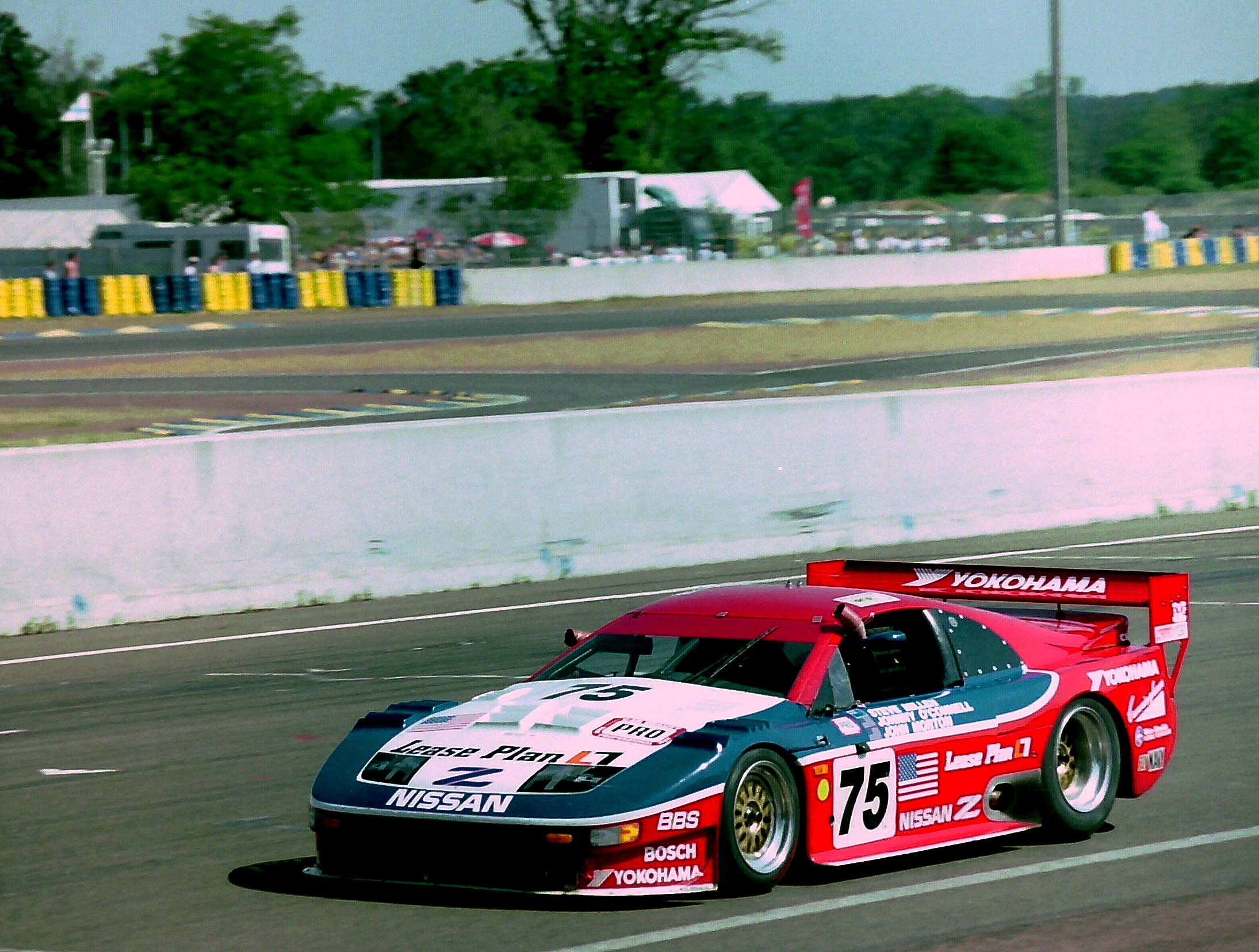
モートン、ミレン、オコーネルが1994年のル・マン24時間レースでクラス優勝を果たした 日産・300ZX。この年のセブリング12時間レースでは総合優勝を果たしている。

ジョン・モートン（John Morton、1942年2月17日 - ）は、アメリカ合衆国・イリノイ州ウォーキーガン出身ののレーシングドライバー。 

## 経歴
モーター・スポーツに興味を持ったきっかけは1957年に父親と共にロード・アメリカでのレースを観戦しに行ったことであった。大学を卒業した後、キャロル・シェルビーのアシスタントとして働き、貯めた資金で、ロータス・セブンを購入してアメリカ国内のレースに出場した。
1964年には、セブリング24時間レースに初参戦。423・コブラをドライブした。この時のチームメイトは、ケン・マイルズであった。
モートンは、日産と関係が深いことでも知られ、ピート・ブロックの紹介で、SCCA ナショナル・チャンピオンシップ・オフに日産・240Zで出場。1970年及び1971年に勝利した。
その後もセブリング12時間レースやル・マン24時間レースに参戦し、1986年のル・マン24時間では、総合3位入賞し、1994年には、ジョニー・オコーネル、スティーブ・ミレン共にクラス優勝も果たした。セブリング12時間では、1993年及び1995年ではクラス優勝を果たし、1994年には、オコーネル、ミレンと共に総合優勝を果たした。2002年に現役を引退した。